# André Vallet (homme politique)
Pour les articles homonymes, voir André Vallet et Vallet.
André Vallet est un homme politique français, né le 29 janvier 1935. 
Ancien sénateur, il a siégé au groupe Union centriste après avoir été membre du Parti socialiste et ancien secrétaire de la section PS de Salon-de-Provence.

## Biographie
Directeur d'école retraité, il a été élu sénateur des Bouches-du-Rhône le 24 septembre 1989 et réélu le 27 septembre 1998. Il n'a pas sollicité le renouvellement de son mandat en 2008.
Il est nommé Chevalier de la Légion d'Honneur lors de la promotion du 1er janvier 2011 pour 54 ans de services civils, militaires et de fonctions électives.

## Autre mandat
- Président du district du pays salonais

## Anciens mandats
- Secrétaire du Sénat ;
- Vice-président du Conseil général des Bouches-du-Rhône ;
- Maire de Salon-de-Provence de 1989 à 2001.